# 102 Міріам

Анімований рух астероїда

102 Міріам — астероїд головного поясу, відкритий 22 серпня 1868 року німецько-американським астрономом Х. Г. Ф. Петерсом в Клінтоні, США. Астероїд був названий в честь Міріам — біблійної героїні, сестри Мойсея.
Належить до астероїдів класу P (за даними 2MASS — до астероїдів типу C). Тіссеранів параметр щодо Юпітера — 3,333.